# Wentworth (New Hampshire)
Wentworth ist der Name einer Town im Grafton County von New Hampshire, einem der Neuenglandstaaten der USA. Es wurde nach Gouverneur Benning Wentworth benannt. Das U.S. Census Bureau hat bei der Volkszählung 2020 eine Einwohnerzahl von 845 ermittelt.

## Geographie

### Lage
Wentworth liegt im Westen der White Mountains im Tal des Baker River. Das Gebiet ist, verglichen mit den umliegenden Gemeinden, vergleichsweise eben. In historischen Zeiten wurden ergiebige Vorkommen von Kalkstein und Granit sowie verstreutes Vorkommen von Eisenerz erwähnt.

### Nachbargemeinden
An Wentworth grenzen im Norden Warren, im Osten Rumney, im Süden Dorchester und im Westen Orford.

### Berge
Der Mount Carr im Nordosten nahe der Grenze zu Rumney ist mit 1048 Metern die höchste Erhebung im Gemeindegebiet. Im Westen desselben liegt mit dem niedrigeren Mount Cuba, 888 Meter, die zweithöchste. Einer Quelle nach kommt der Namen Cuba von dem Hund eines frühen Siedlers, der bei einem Ausflug auf den Berg starb.

### Gewässer
Nahe dem Kernort fällt der Baker River über einen etwa sechs Meter hohen Wasserfall, ehe er sich im Süden von Wentworth, nahe der Grenze zu Rumney, mit seinem Südarm vereinigt. In den Baker River münden von rechts unter anderem der Pond Brook, der den teils in Wentworth, teils in Orford liegenden Baker’s Pond entwässert. Lily und Rocky Pond, im Süden, sind kleinere Seen.

## Geschichte
Wentworth wurde im Jahr 1766 gegründet. Die Siedlungskonzession datiert auf den 1. November des Jahres und wurde an 60 Beteiligte vergeben. Der erste Siedler kam im gleichen Jahr an. Viele der ersten Siedler kamen aus Massachusetts. Das erste Kind wurde 1771 geboren, das erste Rahmenhaus 1772 errichtet. Im gleichen Jahr wurden 42 Anteile der Konzession neu vergeben, nachdem die ursprünglichen Inhaber ihre vertraglichen Pflichten zur Besiedlung nicht erfüllt hatten. 1779 fand die erste Stadtversammlung statt. 1787 wechselten vier Einwohner samt ihrem Grundbesitz von Orford nach Wentworth, das damit sein Gebiet vergrößerte. Ein weiteres, kleines Flurstück folgte 1837. 1856 zerstörte eine Überschwemmung den Ortskern, nachdem im benachbarten Orford die Dämme zweier Stauseen gebrochen waren. Es hatte zwei Tage lang geregnet, und die Sturzflut weitete das Flussbett um knapp dreißig Meter, trug bis zu sechs Meter Boden ab und schwemmte neben anderen Gebäuden eine Sägemühle samt deren aus Granit gefügten Fundamenten weg. Im gleichen Jahr wurde die Wentworth Lumber Company gegründet, die sich mit allen Aspekten der Holzernte und -verwertung befasste. 1859 hatte Wentworth neun Säge- und drei Kornmühlen, elf Schulbezirke, ein Hotel, ein Postamt und einen Bahnhof an der 1851 eröffneten Bahnstrecke Concord–Wells River. Hauptprodukte waren Säge- und Stammholz, Rinde, Kohle und landwirtschaftliche Erzeugnisse. 1875 produzierte Wentworth neben 40.000 Zigarren Handschuhe in unterschiedlichen Ausfertigungen. In den dreizehn Schulbezirken wurde durchschnittlich in zwölf Wochen im Jahr Unterricht erteilt. Im Jahre 1885 besuchten 191 Schüler eine der zwölf Schulen, unterrichtet von zwei Lehrern und 16 Lehrerinnen. Der Kernort hatte zu dieser Zeit etwa 300 Einwohner. Es gab eine Gemeinde der Methodisten, eine Schmiede, eine Zinnschmiede und einen Kutschbauer, der etwa zwanzig Kutschen und Schlitten im Jahr baute, einen Hersteller von Spulen, der pro Jahr 2.000.000 Spulen produzierte, ein Hotel und drei Läden. Eine der Mühlen sägte, drehte Spulen und mahlte Korn, andere beschränkten sich auf Holz- oder Kornverarbeitung. 1954 wurde der Verkehr auf der Bahnstrecke eingestellt und die Gleise in der Folge entfernt. Ein Teil der Trasse in Wentworth wurde für den Ausbau der Durchgangsstraße verwendet.

### Bevölkerungsentwicklung
| Volkszählungsergebnisse – Wentworth, New Hampshire | Volkszählungsergebnisse – Wentworth, New Hampshire | Volkszählungsergebnisse – Wentworth, New Hampshire | Volkszählungsergebnisse – Wentworth, New Hampshire | Volkszählungsergebnisse – Wentworth, New Hampshire | Volkszählungsergebnisse – Wentworth, New Hampshire | Volkszählungsergebnisse – Wentworth, New Hampshire | Volkszählungsergebnisse – Wentworth, New Hampshire | Volkszählungsergebnisse – Wentworth, New Hampshire | Volkszählungsergebnisse – Wentworth, New Hampshire | Volkszählungsergebnisse – Wentworth, New Hampshire |
| Jahr                                               | 1773                                               | 1783                                               | 1786                                               | 1790                                               | 1800                                               | 1810                                               | 1820                                               | 1830                                               | 1840                                               | 1850                                               |
| -------------------------------------------------- | -------------------------------------------------- | -------------------------------------------------- | -------------------------------------------------- | -------------------------------------------------- | -------------------------------------------------- | -------------------------------------------------- | -------------------------------------------------- | -------------------------------------------------- | -------------------------------------------------- | -------------------------------------------------- |
| Einwohner                                          | 42                                                 | 128                                                | 168                                                | 241                                                | 488                                                | 645                                                | 807                                                | 924                                                | 1119                                               | 1179                                               |
| Jahr                                               | 1860                                               | 1870                                               | 1880                                               | 1890                                               | 1900                                               | 1910                                               | 1920                                               | 1930                                               | 1940                                               | 1950                                               |
| Einwohner                                          | 1055                                               | 971                                                | 939                                                | 698                                                | 617                                                | 595                                                | 507                                                | 459                                                | 491                                                | 413                                                |
| Jahr                                               | 1960                                               | 1970                                               | 1980                                               | 1990                                               | 2000                                               | 2010                                               | 2020                                               | 2030                                               | 2040                                               | 2050                                               |
| Einwohner                                          | 300                                                | 376                                                | 527                                                | 631                                                | 797                                                | 911                                                | 845                                                |                                                    |                                                    |                                                    |

## Wirtschaft und Infrastruktur

### Öffentliche Einrichtungen
Die Polizei von Wentworth arbeitet in Teilzeit und auf Abruf, der medizinische Notdienst wird von einem Vertragsnehmer in Vollzeit besorgt. Das nächstgelegene Krankenhaus ist das Speare Memorial Hospital in Plymouth. Wentworth hat eine Freiwillige Feuerwehr, eine öffentliche Bibliothek, die Webster Memorial Library, und eine Grundschule. Weiterführende Schulen gehören zur Pemi-Baker-Schulkooperative.

### Verkehr
Durch Wentworth verlaufen die hier zusammenliegenden New Hampshire State Routes NH-25 und NH-118, die NH-25A nach Orford zweigt ab. Die I-93 ist gut dreißig Kilometer entfernt. Das private Wentworth Aerodrome hat eine Grasbahn von 457 Metern Länge. Der nächstgelegene Flughafen ist der Lebanon Municipal Airport in Lebanon, etwa 64 Kilometer entfernt.

## Personen
- Charles H. Turner (1861–1913), Politiker und Jurist

### Hier gestorben
- Thomas Whipple (1787–1835), Arzt und Politiker, praktizierte nach seiner Approbation bis zu seinem Tod in Wentworth